# Charles Lucien Jules Laurent Bonaparte
Charles Lucien Jules Laurent Bonaparte (Párizs, 1803. május 24. – Párizs, 1857. július 29.) francia természettudós, Lucien Bonaparte és Alexandrine Jacob de Bleschamp fia, I. Napóleon francia császár unokaöccse, Canino és Musignano második hercege volt. Zoológiai szakmunkákban nevének rövidítése: „Bonaparte”.

## Családja
Mivel apja többször került nézeteltérésbe császári fivérével, a család 1804-től Itáliában élt, idősebb Lucien pedig megkapta Canino és Musignano hercegének címét VII. Piusztól. Charles 1822. június 29-én Brüsszelben feleségül vette unokatestvérét, Zénaïde Laetitia Julie Bonaparte-ot, Joseph nagybátyja lányát. Házasságuk során 12 gyermekük született, közülük nyolc élte túl apjukat.

## Munkássága
Fiatalon kezdett a madarak tudományos tanulmányozásával foglalkozni. Eredményességét jelzi, hogy bár igen fiatal volt még, ő írta le elsőként a fülemülesitkét (Acrocephalus melanopogon). Nemsokára az Amerikai Egyesült Államokba utazott. A hajóút szintén eredményesnek bizonyult, ugyanis utazás közben ismét egy madárfajt sikerült leírnia: a Wilson-viharfecskét (Oceanites oceanicus).
Néhány éves amerikai tartózkodása alatt Alexander Wilson American Ornithology című kilenckötetes madárhatározójának korszerűsítésén dolgozott. (Az új változat 1824–1833 között jelent meg.) Hiába próbálkozott viszont John James Audubon beprotezsálásával az Amerikai Természettudományi Akadémiához, kísérlete George Ord ellenállásán megbukott.
Bonaparte 1826-ban hazatért Európába. Ezt követően Németországban és az Egyesült Királyságban utazgatott, miközben találkozott Philipp Jakob Cretzschmarral és John Edward Gray-jel, valamint felújította kapcsolatait Audubonnal. Családjával végül Rómában telepedett le 1828-ban. 1832 és 1841 között publikálta itáliai állathatározóját, amely az Iconografia della Fauna Italica címet viselte. Eközben 1840-ben elhunyt apja, akitől örökölte hercegségét.
Bár sokáig IX. Piusz híve volt, 1848-ban a radikális nacionalisták mellé állt. 1849-ben aktív szerepet játszott a Római Köztársaság kialakításában, és Viterbo képviselőjeként tagja és alelnöke volt a Nemzetgyűlésnek. Részt vett az unokatestvére, a pápai hatalmat restaurálni kívánó Louis Bonaparte francia elnök hadserege elleni harcokban. 
A köztársaság gyors bukását követően távozott Rómából, és Leidenben, majd unokatestvére engedélyével Párizsban telepedett le 1850-ben. 1854-től haláláig a Jardin des Plantes (a párizsi botanikuskert) igazgatója volt, és az Institut de France levelező tagja.
Számos fajt és magasabb taxont írt le. Zoológiai szakmunkákban nevének rövidítése: „Bonaparte”. Nevét három madárfaj tudományos neve is őrzi:
- Bonaparte-tinamu (Nothocercus bonapartei)
- Aranymellű csillagoskolibri (Coeligena bonapartei)
- Gymnobucco bonapartei (egy bajuszosmadárféle)

### Ichthiológiai munkássága
Nemcsak az ornitológia területén alkotott maradandót, hanem a későbbi éveiben az ichthiológia történelmébe is beírta nevét. Amerikai tartózkodása alatt felfigyelt az egyik halastóban történő és még újdonságnak számító halgazdasági eljárásra, a pisztrángok akvakultúrában történő mesterséges szaporítására. Mikor 1828-ban visszatért az Amerikai Egyesült Államokból, tovább folytatta Rómában a félbehagyott tudományos munkáját és meghonosította az új akvakultúrás haltenyésztést Olaszországban, ami azután elterjedt az egész kontinensen. 1833-ban felkérték, hogy vegyen részt az itáliai félsziget halainak feltárásában. 
Mivel az ornitológiában igen járatos volt, így könnyedén rendszerezett elsőként olyan halfajokat, mint az olasz bodorka Rutilus aula, az oldalsávos paduc Chondrostoma genei és egy endemikus apró pontyfélét Scardinius scardafa. A Bonaparte gyűjtemény 430 fajleírást tartalmaz Olaszország és a Földközi-tenger vidékeiről. 1834 és 1841 között kiadta az Iconografia della Fauna Italica itáliai állathatározó könyvsorozatát, amelyben az olaszországi halfauna is helyet kapott. Mivel az 1840-es év elején betekintést kapott a híres Natterer gyűjtemény anyagai közé, ezért elsőként ismerte fel az akkori halrendszerezés hiányosságait. Egy téves besorolást javítva megszületett a Cychlini alcsalád, amelyet még ugyanebben az évben Cichlidae névre javított és elsőként írt le a gyűjtemény alapján 1600 dél-amerikai Cichlid fajt. Magánszorgalomból egy észak-amerikai halcsaládot is felállított Aphredoderidae néven (Aphredoderus sayanus). A tengeri halfajok sem tudták megállítani, és felállította Scorpaeniformes rend Cyclopteridae családját, utána a porcos halak (ráják és cápák) Elasmobranchii alosztályát is. Erre mondták kortársai: "ez a második Bonaparte birodalom…" Bonaparte megelőzte korát, hiszen még nem ismerhette Ernst Haeckel híres biogenetikai alaptörvényét a Chordata-ról. 1868-ban Bonaparte posztumusz díjként díszdoktora lett az Uppsalai Egyetemnek. 

## A Bonaparte életmű
- Specchio comparativo delle ornithologie di Roma e di Filadelfia (Parizs, 1827)
- Iconografia della Fauna Italica (Roma, 1832)
- Birds of Europe and North America (London, 1838) (geographical and comparative list)
- Catalogo metodico degli uccelli Europei (Bologna, 1842)
- Conspectus systematis ornithologia (Leyden, 1850)
- Conspectus systematis ichthyologia (Leyden, 1850)
- Mémoires ornithologiques (1857)
- Ornithologie fossile (Paris, 1858)